# 小約克 (印第安納州)
小約克（英語：Little York）是一個位於美國印地安納州華盛頓縣的城鎮。

## 歷史
小約克於1831年設置劃分 。地名源自於因早期居住者大多來自紐約州而稱之。

## 人口
根據2010年美國人口普查的數據，小約克的面積為2.54平方千米，當中陸地面積為2.54平方千米，而水域面積為0.00平方千米。當地共有人口192人，而人口密度為每平方千米76人。